# Luo Čchin-šun
Luo Čchin-šun (čínsky pchin-jinem Luó Qīnshùn, znaky zjednodušené 罗钦顺, tradiční 羅欽順; 1465, okres Tchaj-che, provincie Ťiang-si – 1547) byl státník a filozof mingské Číny. Stal se nejvýznamnějším představitelem neokonfuciánské ortodoxie své doby. Ačkoliv zůstával v mezích ortodoxie, její učení tvůrčím způsobem rozvíjel, soustředil se na vyřešení vztahů mezi principem li a energií čchi a paralelně i mezi myslí sin a přirozeností sing. Přitom se stavěl zejména proti subjektivismu učení Wang Jang-minga a čchanového buddhismu.

## Jména
Luo Čchin-šun používal též zdvořilostní jméno Jün-šeng (čínsky pchin-jinem Yǔnshēng, znaky zjednodušené 允升, tradiční 允昇) a literární pseudonym Čeng-an (čínsky pchin-jinem Zhěng'ān, znaky zjednodušené 整庵, tradiční 整菴). Jeho výjimečné zásluhy byly uznány udělením posmrtného jména Wen-čuang (čínsky pchin-jinem Wénzhuāng, znaky zjednodušené 文庄, tradiční 文莊).

## Život a filozofie
Luo Čchin-šun pocházel z okresu Tchaj-che v jihočínské provincii Ťiang-si. Studoval konfuciánské klasiky, skládal úřednické zkoušky, roku 1492 byl první v provinčních zkouškách, a roku 1493 složil s velkým úspěchem (jako třetí v pořadí) i jejich nejvyšší stupeň, palácové zkoušky, a získal titul ťin-š’.
Po zkouškách byl přidělen do akademie Chan-lin na místo mladšího kompilátora, později sloužil jako ředitel studií na univerzitě Kuo-c’-ťien v Nankingu, Roku 1504 odešel domů pečovat o otce, a zůstal u něj i když mu skončilo úřední volno a žádost o jeho prodloužení byla zamítnuta. Císařský eunuch Liou Ťin, tehdy nejvlivnější muž vlády, prosadil Luo Čchin-šunovo potrestání – přišel o úřad i úřední hodnost. Až po pádu Liou Ťina roku 1510 byl rehabilitován a vrátil se do úřední služby. Po několika povýšeních roku 1522 dosáhl funkce nankingského ministra státní správy. Následující rok odešel z úřadu kvůli smutku za smrt otce. Po jeho skončení dostal nabídku na místa nankingského ministra obřadů, a pak ministra státní správy v Pekingu, obojí však odmítl a roku 1527 definitivně odešel do výslužby. Poslední dvě desítky let života strávil studiem a psaním.
V mládí sympatizoval s buddhismem, později se od něj odvrátil a stal se nejvýznamnějším představitelem neokonfuciánské ortodoxie (školy Čcheng-Ču) své doby. Ačkoliv zůstával v mezích školy Čcheng-Ču, její učení tvůrčím způsobem rozvíjel. Přitom se stavěl zejména proti idealistickým proudům tehdejší konfuciánské filofie počínajících u sungských Čcheng Chaoa a Lu Siang-šana, které nejdůrazněji vyjádřil Luo Čchin-šunův současník Wang Jang-ming. Proti Wang Jang-mingovi hájil nájil Ču Siho názor, že mudrctví lze dosáhnout „rozšířením poznání“ prostřednictvím „zkoumáním věcí“ (ke-wu), to jest studiem; zatímco Wang Jang-ming věřil, že člověku stačí uvědomit si dobro své mysli/srdce a proto „zkoumání věcí“ pojímal jako kultivaci principu li uvnitř vlastní mysli/srdce, a zaměřil se na vnitřní sebezdokonalování. Současníky, kteří se soustřeďovali pouze na svůj vnitřní život a zanedbávali studium, kritizoval, a to jak Wang Jang-mingovy stoupence, tak buddhistický koncept náhlého osvícení, protože ten nepočítá s úsilím věnovaným učení a konání.
V učení školy školy Čcheng-Ču mu vadily prvky dualismu, který se snažil překonat pomocí energie čchi, kterou pokládal za prvotní počátek všeho, přičemž princip li neměl za počátek (což učil Ču Si), ale za řád této energie. Stavěl se i proti dualismu lidské přirozenosti, to jest proti rozlišování přirozenosti principu li (nebeského původu) a přirozenosti energie čchi (lidského původu). Proti názoru Wang Jang-minga (a buddhistů), kteří tužby odmítali jako negativní projev čchi učil, že se nic nemá odmítat, ani tužby (jsou-li umírněné), ani smyslové poznání. Svým důrazem na jednotný původ všech stvořených věcí dal podnět k posunu čínského konfuciánství od moralizování k volnějšímu empirickému pohledu na svět, který převládl o století později, v raně čchingském období.
Své filozofické názory shrnul ve sbírce Kchun-č’ ťi (困知记, Záznamy bolestně získaného poznání či Poznámky o těžce nabytém poznání), dále je autorem sbírek Čeng-an cchun-kao (整庵存稿) a Čeng-an sü-kao (整庵续稿).
Jeho zásluhy byly oceněny udělením posmrtného jména a titulu velkého ochránce korunního prince. Roku 1724 byla tabulka s jeho jménem umístěna do Konfuciova chrámu.